# Max Baer
Pour les articles homonymes, voir Baer.
Maximilien Adelbert Baer dit Max Baer et surnommé Madcap Maxie est un boxeur américain né le 11 février 1909 à Omaha (Nebraska) et mort le 21 novembre 1959 à Hollywood, aux États-Unis. Champion du monde des poids lourds du 14 juin 1934 au 13 juin 1935, il est un des nombreux champions blancs qui portent brièvement ce titre dans les années 1930 avant le long règne de Joe Louis. Baer devient également arbitre de boxe et tient des rôles occasionnels au cinéma ou à la télévision. 
Il est le frère aîné du boxeur Buddy Baer et le père de l'acteur Max Baer Jr.

## Biographie

### Famille
Maximillien Baer est le fils de Jacob Baer né dans le Michigan (1875–1938) et Dora Balesnée dans l'Iowa (1877–1938). Son père Jacob était le fils d'Aschill Baer et de Fannie Fischel, respectivement des émigrés juifs d'Alsace-Lorraine et de Bohême ; sa mère Dora était d'origine écossaise-irlandaise,. La sœur aînée de Max est Frances May Baer (1905–1991), sa sœur cadette Bernice Jeanette Baer (1911–1987), son frère cadet est le boxeur devenu acteur Jacob Henry Baer, mieux connu comme Buddy Baer (1915–1986), et il a un frère adoptif August "Augie" Baer.
Dans un premier temps, les Baer quittent le Nebraska et ses hivers rudes pour s'installer dans le Colorado. Pendant une période, Jacob Baer travaille comme directeur de l'entreprise d'emballage de viande de la Graden Mercantile Co. à Durango. En 1922, la famille déménage pour les climats doux de la côté ouest, en Californie, notamment à Hayward, San Leandro et Galt avant d'emménager à Livermore en 1926. 

### Boxeur californien
Max Baer abandonne l'école après sa huitième année d'enseignement pour travailler avec son père dans un ranch de bétail et dans les abattoirs de Californie où il se forge une carrure imposante. Devenu boxeur professionnel en 1929, il combat à Stockton puis Oakland en remportant au cours de l'année 15 victoires dont 12 par KO et une seule défaite par abandon.
En 1930, il s'impose comme meilleur boxeur de Californie en ajoutant 8 autres succès à son palmarès malgré deux autres revers.

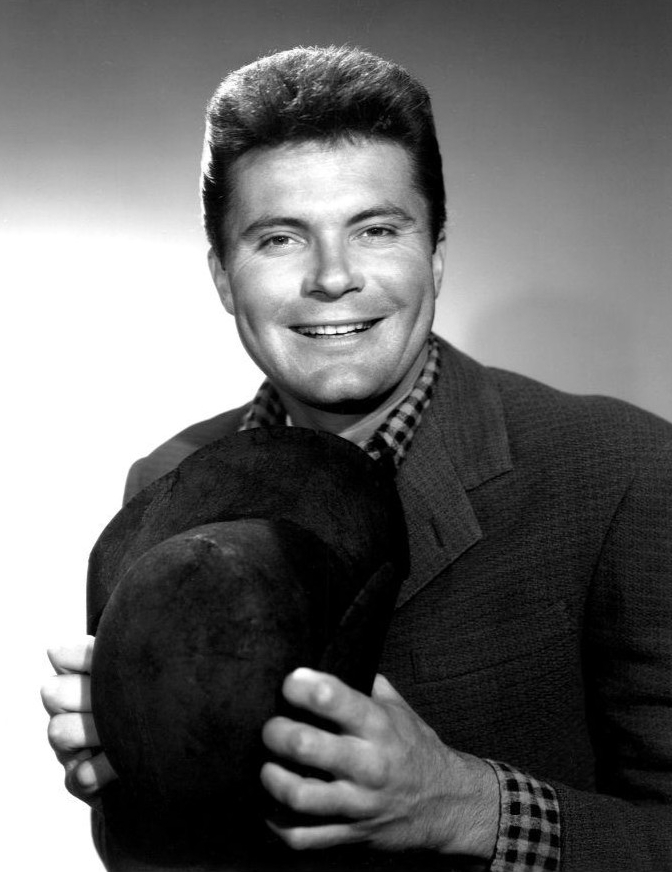
Max Baer Jr. dans un programme télévisé (1962)

Le 25 août à San Francisco, il affronte le vétéran Frankie Campbell (en) qui meurt au 5e round des suites des séquelles de ses précédents combats. Baer est suspendu du ring en Californie pendant un an après la mort de Campbell puis est acquitté par un tribunal pour homicide involontaire. Profondément affecté d'avoir pris la vie d'un homme, au point d'en faire des cauchemars et de se mettre à fumer, le boxeur prendra en charge financièrement la famille du défunt. En revanche, les organisateurs peu scrupuleux cacheront au public que Campbell souffrait d'une tumeur au cerveau et donneront toute la responsabilité de sa mort à Baer, faisant de lui un « tueur du ring », alors que dans la vie, ses amis le décrivent comme une personne des plus agréables,,. Selon son fils, l'acteur/réalisateur Max Baer Jr. (né sept ans après l'incident) :
« Mon père a pleuré sur ce qui est arrivé à Frankie Campbell. Il en a fait des cauchemars. En réalité, mon père était l'un des hommes les plus gentils et les plus attentionnés que vous puissiez espérer rencontrer. Il a considéré la boxe comme les lutteurs professionnels d'aujourd'hui font de la lutte : en partie sport, surtout spectacle. Il n'a jamais délibérément blessé personne.  »
Sa réputation faite, Baer se rend dans les grandes villes de l'est des États-Unis où sont organisées les principales rencontres de boxe. Toujours traumatisé par la mort de son adversaireCampbell, il ne peut se résoudre à combattre en imposant son punch, son principal atout et perd aux points 4 de ses 6 combats suivants contre les meilleurs boxeurs mondiaux : Ernie Schaaf (en) (qu'il met KO mais qui mourra un peu plus tard lors d'un match contre Carnera, alors que beaucoup attribuèrent sa mort aux coups qu'il avait reçus des mains de Baer), contre également Tommy Loughran (champion des mi-lourds), Johnny Risko (it) et Paolino Uzcudun (en).
Sa tournée dans cette région des États-Unis est un échec, Baer redevient un boxeur de second plan et retourne dans son fief d'Oakland. De l'été 1931 à fin 1932, il se reprend et revient patiemment parmi les meilleurs mondiaux : il bat Santa Camarão, prend sa revanche contre Johnny Risko et Ernie Schaaf puis domine King Levinsky (en) et Gerald Griffith.

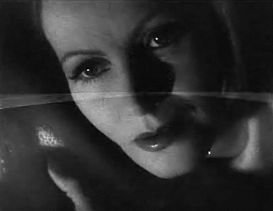
Greta Garbo dans le film Queen Christina (1933)

En 1933, il n'effectue qu'un seul combat (mais de taille) contre l'ancien champion du monde, l’allemand Max Schmeling, au Yankee Stadium, devant soixante mille personnes malgré la Grande dépression,. Max Baer gagne par KO au 10e round contre le meilleur boxeur d'Allemagne et combattant préféré d'Adolf Hitler et sa prestation est reconnue comme combat de l'année. Le tabloïd nazi Der Stürmer attaque publiquement Schmeling pour avoir combattu un non-aryen, car le père de Baer était juif (bien que non-pratiquant), qualifiant cela de « honte raciale et culturelle ». Baer, d'origine à moitié juive, arborait ostensiblement l'étoile de David, un symbole qu'il portera dans tous ses combats futurs,. Baer devient un héros parmi les Juifs, ceux qui s'identifiaient aux Juifs et ceux qui méprisent les nazis. Selon le biographe David Bret, après la fin de la guerre, on a appris que Schmeling avait en fait sauvé la vie de nombreux enfants juifs pendant la guerre tout en servant encore son pays. La star de cinéma américaine Greta Garbo considère elle aussi la victoire de Baer contre Schmeling comme une « mini-victoire » sur le nazisme, et chose exceptionnelle, elle l'invite à lui rendre visite pendant qu'elle tourne La Reine Christina à Hollywood. Leur longue amitié a inspiré un roman.
En attendant d'affronter le champion du monde en juin 1934 (le tenant du titre est à cette époque obligé d'affronter le challenger no 1 en juin de chaque année), Baer fait 14 exhibitions pendant l'année 1933 dont 3 contre l'ancien champion du monde Jack Dempsey

### Champion du monde

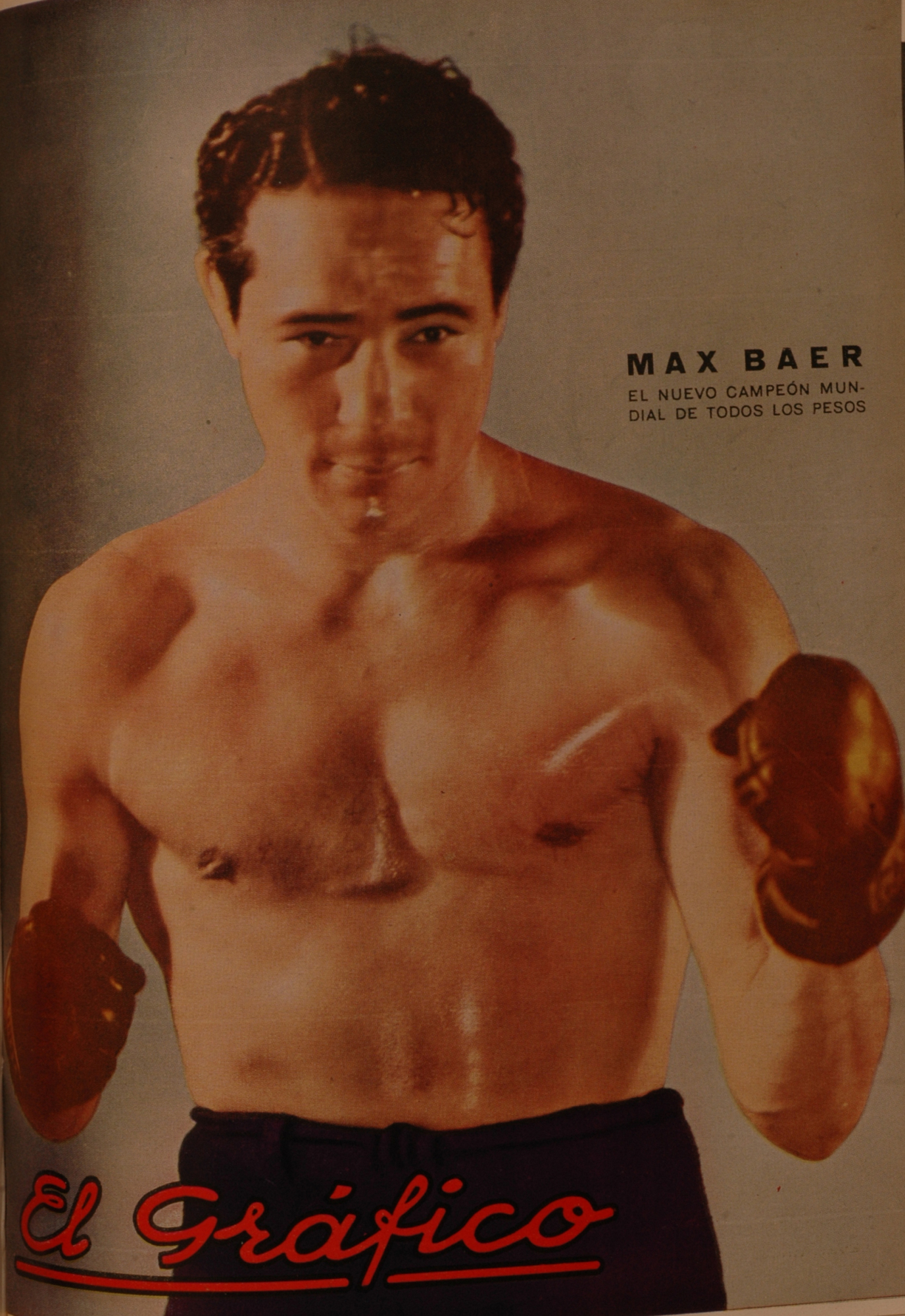
Max Baer pour le magazine El Gràfico (1934)

Le 14 juin 1934 au Madison Square Garden de New York, Max Baer se retrouve face au champion du monde italien Primo Carnera. La victoire semble acquise au champion doté d'un physique gigantesque en avance sur son époque, Baer parait faible en comparaison, pourtant dans les premiers rounds, il envoie Carnera plusieurs fois à terre, imposant son punch à un adversaire qui malgré son avantage physique n'a pas le menton très solide. Carnera n'hésite pas à s'accrocher à Baer et à l'entraîner dans ses chutes. Après ce début spectaculaire et inattendu, Baer choisit de faire durer le combat, puis malmène sévèrement le champion dans les 10 et 11e rounds où Carnera retourne plusieurs fois au sol avant que l'arbitre ne mette fin à son calvaire. Il s'avère que le champion italien s'était brisé la cheville rapidement durant le match, expliquant ses nombreuses chutes sur le ring, sans pour autant qu'il renonce à combattre. Fair-play, Baer lui offrira une revanche qui n'aura jamais lieu, Carnera étant battu entre-temps par l'étoile montante Joe Louis.
Après cette victoire, Baer devient un champion à qui on ne peut opposer raisonnablement d'adversaire. Trop sûr de lui, il se complait dans la facilité et parcourt l'Amérique en une dizaine d'exhibitions faciles avant de défendre son titre en juin 1935 contre un adversaire qui semble peu dangereux : James J. Braddock.
Le 13 juin, le champion remonte sur le ring du Madison Square Garden. Face à Braddock actif et volontaire, il se montre provocant, bouffon et hésitant. Il manque de mettre Braddock KO dans les 7e et 8e round mais perd la plupart des reprises sans jamais être réellement en danger. Braddock achève sa victoire en remportant haut la main la dernière reprise, sa meilleure de tout le combat.
Baer s'illustre ainsi comme l'un de ces nombreux champions qui savent s'emparer d'un titre mais ne savent pas le conserver et le défendre efficacement. Le combat est présenté dans le film Cinderella Man de 2005 ; Baer est interprété par Craig Bierko et Braddock par Russell Crowe.

### Déclin et chute

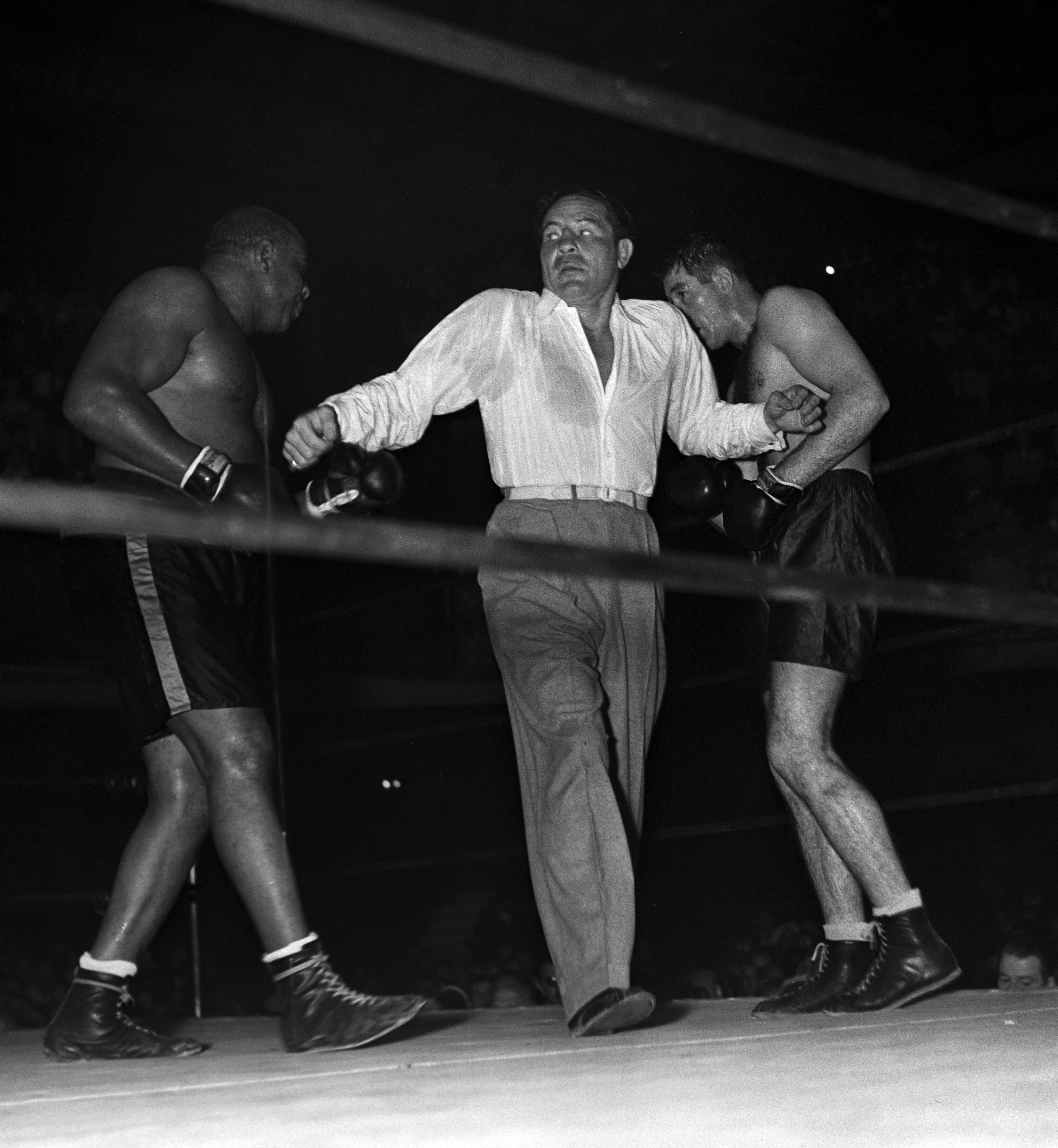
Max Baer arbitre entre George Godfrey et Hank Hankinson durant un match à l'Olympic Auditorium (1937)

En septembre 1935, Baer affronte l'étoile montante Joe Louis et à la stupéfaction générale, il est mis KO par le boxeur noir. On apprend des semaines plus tard que Baer a combattu Louis avec une main droite cassée qui n'a jamais guéri de son combat contre James J. Braddock ; Max Baer était ainsi pratiquement impuissant sans sa grosse main droite dans ce combat.
Le champion déchu de 27 ans ne cherche même pas à remonter au sommet de la catégorie et se contente de passer l'année 1936 à battre 25 faire-valoirs dans des combats en 6 rounds.
C'est en 1937 qu'il affronte à nouveau un adversaire de valeur : Tommy Farr. Il perd aux points mais gagne le combat revanche l'année suivante. De 1939 à 1941, le boxeur californien ne fait aucun combat notable à part une victoire contre Tony Galento et perd par deux fois contre Lou Nova.
En septembre 1940, Baer reçoit une ceinture le déclarant White Heavyweight Champion of the World après avoir marqué un TKO au premier tour contre Pat Cominsky lors d'un combat au Roosevelt Stadium de Jersey City, mais ce n'est qu'un coup de publicité. 
Baer prend sa retraite après un combat, le 4 avril 1941, quand il perd contre Lou Nova sur un TKO au huitième round d'un 10 rounds programmé au Madison Square Garden. En tout, Baer aura boxé dans 84 combats professionnels de 1929 à 1941, et 53 de ses victoires ont été remportées sur KO.

### Acteur et autres activités

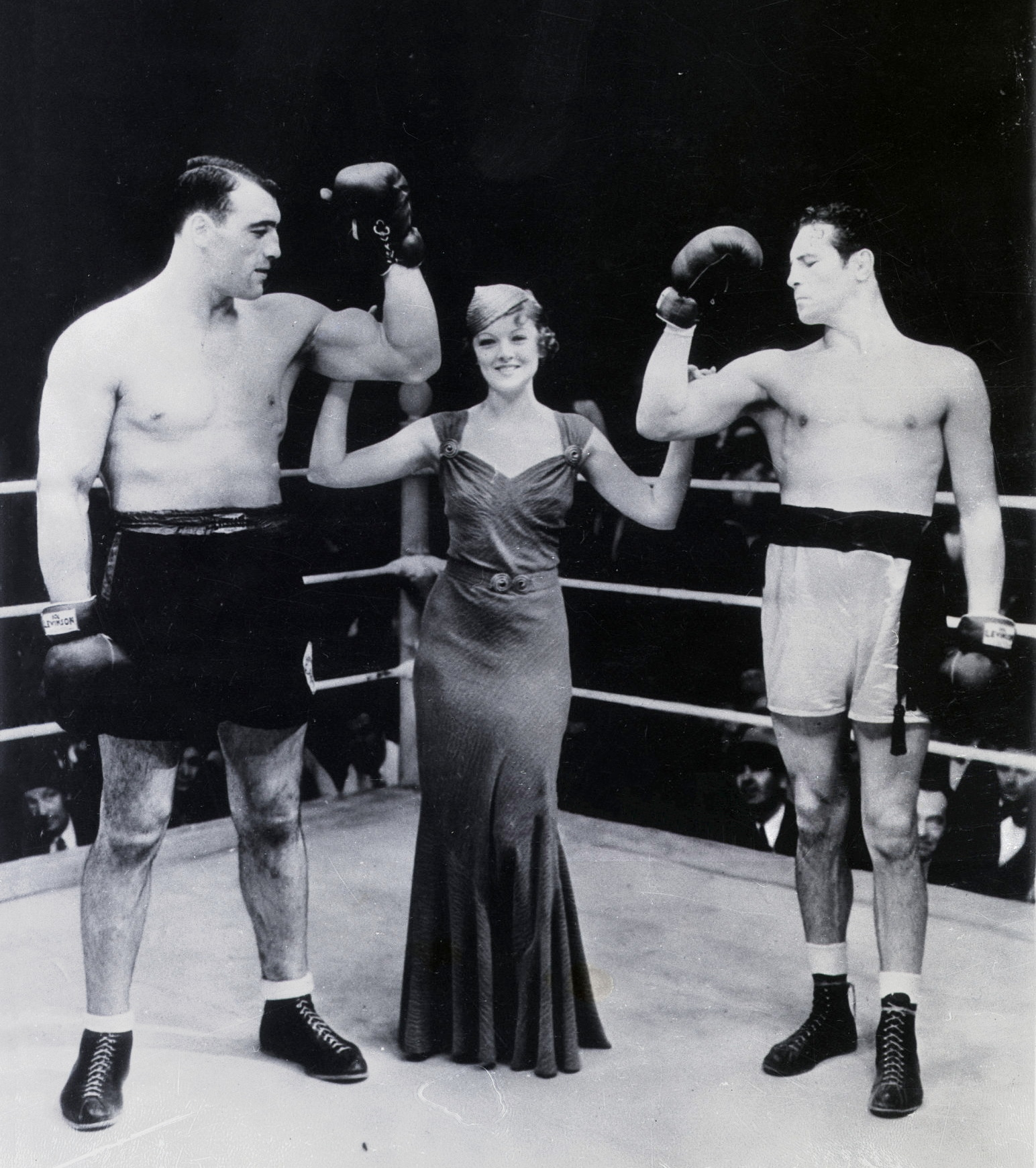
Myrna Loy entre Max Baer et Primo Carnera dans The Prizefighter and the Lady (1932)

La première apparition cinématographique d'Alex Baer a lieu dans The Prizefighter and the Lady (1933) face à Myrna Loy et Walter Huston, à la MGM. En vedettes avec lui, Primo Carnera et Jack Dempsey, en tant qu'eux-mêmes. Ce film est officiellement interdit en mars 1934 à la demande de Joseph Goebbels, ministre de l'Éducation du peuple et de la Propagande d'Adolf Hitler, même s'il reçoit des critiques favorables dans les journaux locaux comme nazies. Baer déclare alors : « Ils n'ont pas interdit le film parce que j'ai du sang juif. Ils l'ont interdit parce que j'ai assommé Max Schmeling ».
Alex Baer s'enrôle, tout comme son frère Buddy, dans l'armée américaine au début de la Seconde Guerre mondiale.
Baer joue dans près de 20 films, dont Africa Screams (Deux Nigauds en Afrique) (1949) avec Abbott et Costello. Il apparaît dans le dernier film de Humphrey Bogart , The Harder They Fall (Plus dure sera la chute) (1956), en partie inspiré par la vie de Primo Carnera que Baer avait battu. Budd Schulberg, qui a écrit le livre à partir duquel le film a été réalisé, dépeint le personnage de Baer, "Buddy Brannen", comme assoiffé de sang, et cette caractérisation infondée est reprise dans le film Cinderella Man.

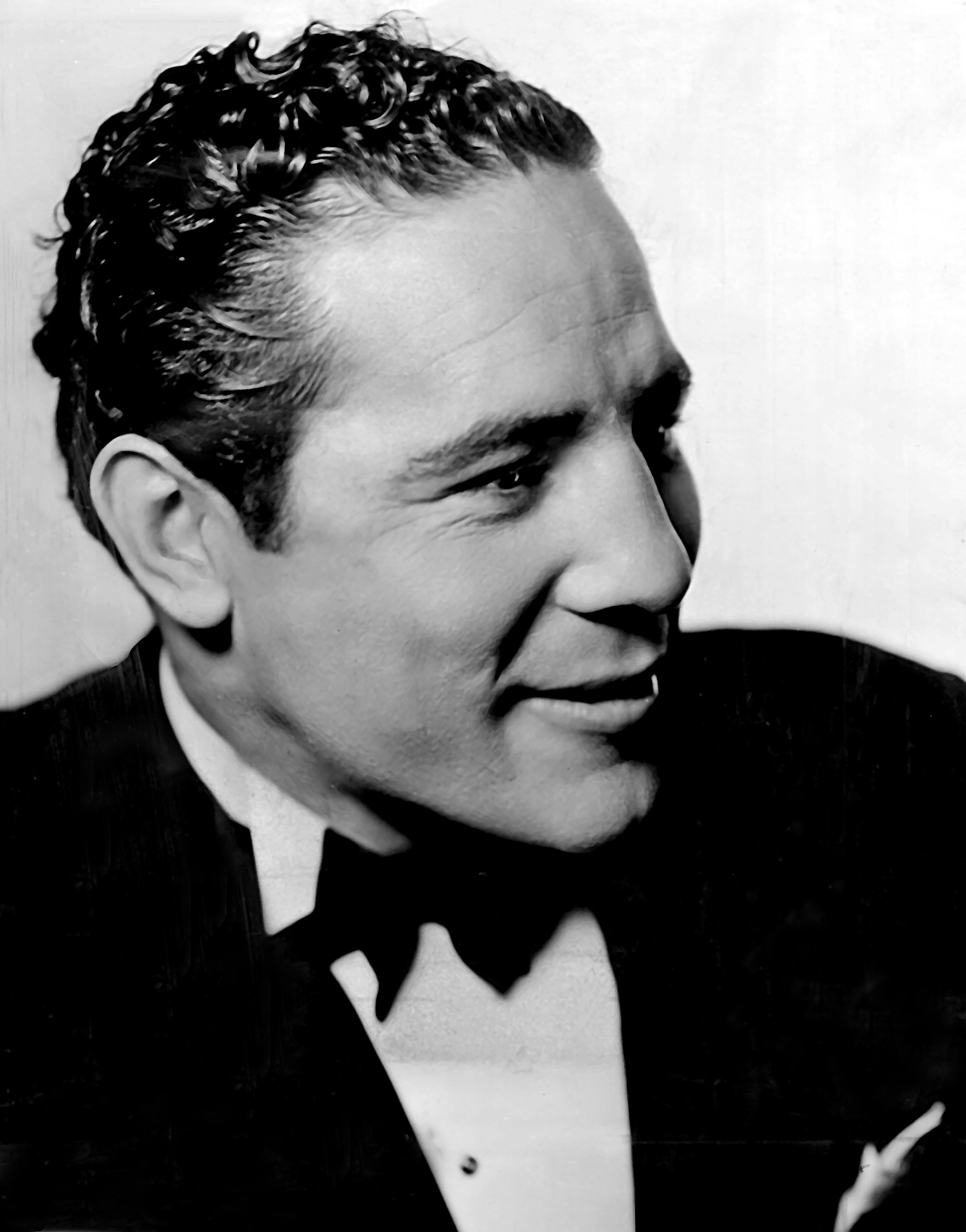
Max Baer sur une photographie publicitaire.

Il fait plusieurs apparitions à la télévision. Clown dans et hors du ring, Baer se produit également dans un numéro de vaudeville et dans sa propre émission de variétés télévisée.
En 1950, Baer s'associe à un autre tenant du titre, ami et champion des poids lourds légers (1929-1934) et boxeur devenu acteur et comédien, Maxie Rosenbloom. Ensemble, ils jouent dans quatre courts métrages comiques burlesques pour Columbia Pictures et un long métrage, Skipalong Rosenbloom. L'équipe se dans une tournée comique, présentée comme The Two Maxie's sur YouTube. Baer monte également sur scène au club de comédie de Rosenbloom sur Wilshire Blvd, Slapsy Maxie's. Baer et Rosenbloom restent amis jusqu'à la mort de Baer en 1959.
Baer travaille également comme disc-jockey pour une station de radio de Sacramento, et pendant un certain temps, il est lutteur, directeur des relations publiques pour un concessionnaire automobile de Sacramento et arbitre pour des matchs de boxe et de lutte.

### Vie privée
Alex Baer se marie deux fois, d'abord à l'actrice Dorothy Dunbar (de 1931 à 1933) puis à Mary Ellen Sullivan (1903-1978) (de 1935 à sa mort en 1959), la mère de ses trois enfants : l'acteur Max Baer Jr. (né en 1937), surtout connu pour son rôle dans la série The Beverly Hillbillies, James Manny Baer (1941–2009) et Maudie Marian Baer (née en 1944).

### Mort et funérailles
Baer meurt d'une énième crise cardiaque, le 21 novembre 1959. Deux jours auparavant, il arbitrait un match de niveau international à Phoenix, s'étant terminé festivement avec lui ; l'après-midi même de sa mort, Baer était allé offrir une voiture de sport étrangère pour l'anniversaire du fils de son ami Curly Owens, et la minute précédent sa mort, il plaisantait avec le médecin venu le soulager, et devait apparaître dans des publicités télévisées à Los Angeles avant de retourner chez lui à Sacramento.
Ses funérailles à Sacramento réunissent plus de 1 500 personnes en deuil. Quatre anciens champions du monde de boxe sont présents et Joe Louis et Jack Dempsey figurent parmi les porteurs du cercueil. Le service du cimetière a été conclu par une garde d'honneur de la Légion américaine reconnaissant les services de Baer pendant la Seconde Guerre mondiale. 
Il est inhumé dans une crypte de jardin du cimetière catholique St. Mary à Sacramento. La nécrologie de Baer fait ensuite la une du New York Times.

## Style de boxe
Avec 71 victoires (53 KO) et 13 défaites (5 KO), Max Baer s'affirme comme l'un des meilleurs puncheurs des années 1930 et fait partie du club très fermé des champions possédant plus de 50 KO à leur actif.
Il a battu les meilleurs de l'époque : Schaaf, Schmelling, Carnera mais la plupart de ses victoires ont été accomplies contre des adversaires trop faciles pour lui.
S'appuyant sur son punch et des enchaînements de droites puissantes, il négligeait sa mobilité et sa défense. « The Boxing Register: International Boxing Hall of Fame Official Record Book » appelle la main droite de Baer la plus puissante de l'histoire des poids lourds.
Son grand nombre de défaites est surtout dû à son manque de sérieux sur le ring : toujours provocant, il perdait des rounds inutilement. Peu assidu à l'entraînement, gérant sa carrière avec maladresse, Baer a souvent hésité entre la boxe et le cinéma (il a obtenu quelques premiers rôles dont un film de boxe en 1933).
En 2005, le film De l'ombre à la lumière qui retrace la vie de son adversaire Braddock, ne conserve de Max Baer qu'une image de boxeur brutal et provocant. La famille de l'ex-champion contestera la vision du film qui, selon elle, donnerait une image négative et cruelle de Max Baer. Si son style de combat était réellement acharné, Baer n'était pas, en dehors du ring, la personne décrite dans le film. En effet, Jeremy Schaap, l'auteur du livre dont s'est inspiré le film (Cindirella Man), a déclaré que Baer était quelqu'un de très respectable et respecté en dehors du ring. Baer a même été profondément marqué psychologiquement pendant des années par la mort de son adversaire sur le ring, Frankie Campbell (en). Son sentiment de culpabilité fit qu'il aida financièrement pendant plusieurs années la veuve de Campbell, afin que les enfants de celui-ci ne manquent de rien.

## Hommages
En 1934, le court-métrage intitulé La tortue et le lièvre de Wald Disney le représente dans le personnage du lièvre. Il est interprété par Craig Bierko en 2005 dans le film Cendrillon Man puis dans Ram : La montagne qui marche d'Antonio Cupo, en 2008
A la mort de Max Baer, les Eagles (de Fraternal Order of Eagles dont il était membre actif) créent un fonds de bienfaisance en hommage à sa mémoire et comme moyen de lutter contre la maladie qui l'a tué. Ainsi, le Max Baer Heart Fund est principalement destiné à aider la recherche et l'éducation cardiaques. Depuis la création du fonds en 1959, des millions de dollars ont été donnés à des universités, des centres médicaux et des hôpitaux à travers les États-Unis et le Canada dans ces buts.
Il y existe un parc qui porte le nom de Baer en son honneur à Livermore et un autre parc à Sacramento. 
Dans le comté de Grant (Virginie-Occidentale), une route qui s'appelle Max Baer Road, bien qu'il n'y ait aucune preuve que la famille Baer ait jamais eu de lien avec la Virginie-Occidentale.
Baer est intronisé en 1968 au Temple de la renommée de la boxe du magazine The Ring (dissous en 1987) et à celui du Temple de la renommée de la boxe internationale en 1995. Il est honoré par le Bay Area Sports Hall of Fame en 1988. Il est également intronisé au Temple de la renommée des sportifs juifs internationaux en 2009. Le numéro d'été de 1998 du Ring classe Baer n ° 20 dans « les 50 plus grands poids lourds de tous les temps ». Dans « les 100 plus grands puncheurs » de Ring Magazine en 2003, Baer est classé numéro 22.